# SRサイタマノラッパー ロードサイドの逃亡者
『SR サイタマノラッパー ロードサイドの逃亡者』（エスアール サイタマノラッパー ロードサイドのとうぼうしゃ）は、2012年4月14日に公開された日本映画。入江悠監督による『SR サイタマノラッパー』シリーズ、北関東三部作の最終章であり、栃木県が舞台となっている。

## ストーリー
『SR サイタマノラッパー』1作目でMC IKKUとMC TOMと別れ、東京に出ていった元“SHO-GUNG MC MIGHTY（マイティ）のその後。ラップをあきらめず、チャンスを狙っていたMIGHTYだが現実は厳しく、ある事件をきっかけに窮地に追い込まれていく。

## キャスト
- MC MIGHTY：奥野瑛太
- MC IKKU：駒木根隆介
- MC TOM：水澤紳吾
- 相沢一美：斉藤めぐみ
- MC 林道 ：北村昭博
- 等々力 辰彦：永澤俊矢
- 山下 紀夫：ガンビーノ小林
- 高島 紀代美：美保純
- MC 岸壁：配島徹也
- MC NO SOUND：回鍋肉
- MC NO SIGHT：smallest
- MC NO VOICE：HI-KING aka TAKASE
- DJ 眠り猫：倉田大輔
- いとうせいこう友情出演
- 有田哲平(くりぃむしちゅー)友情出演
- mono(神聖かまってちゃん)友情出演
- 劔樹人(神聖かまってちゃんマネージャー）友情出演

## スタッフ
- 監督・脚本：入江悠
- 製作：畠中達郎、國實瑞惠、山崎浩一、北尾知道
- プロデューサー：入江悠、遠藤日登思
- 協力プロデューサー：直井卓俊、坪屋有紀、坂野かおり
- プロダクションマネージャー：政岡保宏
- ラインプロデューサー：佐藤圭一朗
- 撮影：三村和弘
- 照明：斎藤領
- 整音：山本タカアキ
- 録音：島田宣之
- 美術：太田喜久男
- 衣装：三谷れい子
- ヘアメイク：寺沢ルミ
- 編集：入江悠
- 音楽：岩崎太整
- ラップ担当：上鈴木伯周、上鈴木タカヒロ
- 助監督：丸谷ちひろ
- 制作プロダクション：アミューズ、ノライヌフィルム
- 制作協力：ダブルディー
- 配給：SPOTTED PRODUCTIONS

## 受賞歴
- 第22回日本映画プロフェッショナル大賞[1]
- 作品賞
- 大賞ベスト・テン 第1位
- TAMA CINEMA FORUM　2012年TAMA映画賞特別賞 入江悠監督、及び『SR サイタマノラッパー』シリーズ、全スタッフ・キャスト一同(映画界に新風を巻き起こした『SR サイタマノラッパー』快進撃に対して)
- TBSラジオ『ライムスター宇多丸のウィークエンドシャッフル』シネマランキング2012年 第3位　
  - 宇多丸は「見事な完結編」、「フリースタイルのバトルシーンでは世界トップレベル」、「3位といいましたがこれは1位なんですよ」、「100億点です」と評価している。
- 香港国際映画祭 正式招待上映

## エピソード
- 前作までは俳優がラッパー役を演じていたのに対し、今作では本物のラッパーを多く迎えている。
- 野外フェスシーンにて、埼玉県深谷市で3日間のべ約2000人のエキストラを集め撮影を敢行。インディペンデント映画として最大規模の撮影を成功させ、話題を呼んだ。
- ティーザーには、入江悠監督自身の顔が登用され、こちらも大きな話題を呼ぶ。「裏方なのに、 まさか自分の顔がチラシで使われると思わず、驚きました」とコメントを残している。
- 2012年4月14日から始まった渋谷シネクイントでの先行ロードショーの際には、俳優、スタッフ、ファンの有志が街頭で積極的にチラシを配布するなど、自発的な宣伝活動がわき起こった。
- 主役の奥野瑛太はあえて渋谷を離れ、地方の映画館を連日満席にすることを目標に、川越、深谷、高崎から名古屋に足を伸ばし、4月28日のシネマスコーレでの公開にむけて、１週間前から街頭でのチラシ配りなどの宣伝活動に邁進。その様子をツイッターで逐一報告している。当日は朝からファンの有志が集まり、主演の奥野瑛太とともに名古屋市内を練り歩き、宣伝行脚をおこなった。結果、初日のシネマスコーレは満席どころか立ち見続出。舞台挨拶ではシネマスコーレの支配人やスタッフも涙したという。
- 奥野瑛太は自動車運転免許を持っておらず[注 1]、入江から「免許を取っておくように」という1行だけのメールを受け取って、免許取得1週間後に運転したのがダッジ・ラムであった、と深谷シネマ最終日の上映の合間のサプライズ出演で語った。また、同じくサプライズでやって来た斉藤めぐみの感想は「ちょっと怖かった」。
- 2012年4月28日放送のRHYMESTER・宇多丸のラジオ『ライムスター宇多丸のウィークエンド・シャッフル』内の映画批評コーナー、「ザ・シネマ・ハスラー」では、「僕の言ったことに倍々、倍々、倍々返しで返してくれた」「堂々たる三部作完結編」と絶賛された。
- 本作の撮影はビデオカメラではなくデジタル一眼レフカメラのキヤノン EOS 7Dの動画撮影機能を用いて撮影されている[2]。